# Partidul Republican din Moldova
Die Partidul Republican din Moldova (PRM, Republikanische Partei Moldaus) ist eine zentralistische politische Partei in der Republik Moldau.

## Politik
Die Partei will zur Entwicklung der Republik Moldau als souveränen, demokratischen, rechtsstaatlichen und territorial integralen Staates beitragen. Sie will die Integration in die internationale Gemeinschaft und die Konsolidierung der Zivilgesellschaft vorantreiben, um die Stabilität und die Unumkehrbarkeit der politischen, wirtschaftlichen, sozialen und spirituellen Reformen in der Moldau sicherstellen.

## Geschichte
Die Partei wurde am 15. August 1999 gegründet. Erster Parteivorsitzender war Valeri Efremov, ihm folgte später Ion Curtean.
Zur Wahl 2001 trat die Partei gemeinsam mit der Partei der Sozialisten der Republik Moldau an. Der Wahlblock erreichte unter dem Namen Edinstvo (Einheit) 0,46 % der Stimmen.
Bei der Wahl 2005 erreichte die Partei 0,04 %. Bei der Parlamentswahl im April 2009 erreichte die PRM 0,09 % der Stimmen. Bei der vorgezogenen Wahl im Juli 2009 verzichtete die PRM auf eine Kandidatur und unterstützte stattdessen die Demokratische Partei Moldaus. 
Am 1. August 2010 wurde der ehemalige Außenminister Andrei Stratan zum neuen Parteivorsitzenden gewählt. Bei der wieder vorgezogenen Wahl im November 2010 erreichte die Partei 0,10 %.